# 小行星13390
小行星13390（13390 Bouška）是一颗绕太阳运转的小行星，为主小行星带小行星。该小行星于1999年3月18日发现。

## 轨道参数
小行星13390的轨道半长轴为2.5813724 UA，离心率为0.177。